# Цонєва-Самойленко Тетяна Миколаївна
Тетя́на Микола́ївна Цо́нєва–Само́йленко (6 липня 1921, Одеса — 18 вересня 1996, Одеса, Україна) — фізіологиня, педагогиня, професорка.

## Біографічна довідка
Тетяна Миколаївна Цонєва-Самойленко народилася 6 липня 1921 року в Одесі.
У 1944 році закінчила біологічний факультет Одеського державного університету. Потім навчалася в аспірантурі.
У 1948 році захистила дисертацію і здобула науковий ступінь кандидата біологічних наук. Працювала старшим науковим співробітником  зообіологічного науково-дослідного інституту Одеського державного університету ім. І. І. Мечникова та біологічного відділу інституту судової експертизи.
З 1951 року і до кінця життя працювала в Одеському  державному педагогічному інституті ім. К. Д. Ушинського. В 1954 році надано вчене звання доцента по кафедрі природознавства.
В 1975 році захистила дисертацію «Функціональна адаптація центральної нервової системи при напруженій м'язовій діяльності» і здобула науковий ступінь доктора біологічних наук. В 1977 році було надано вчене звання професора по кафедрі анатомії й фізіології.
В 1960—1991 роках була завідувачем кафедри природознавства, а згодом — кафедри анатомії та фізіології. З 1991 року і до кінця життя працювала професором кафедри анатомії і фізіології, в 1992—1995 роках повторно завідувала кафедрою, В 1970—1972 роках виконувала обов'язки проректора з  наукової роботи.
Померла 18 вересня 1996 року в Одесі.

## Наукова діяльність
Т. М. Цонєва є автором понад 230 опублікованих праць.
Під її керівництвом кафедра анатомії та фізіології розробляла тему «Вплив м'язового навантаження на фізіологічні функції травного апарату», проводила дослідження «Швидкість сенсомоторної реакції як показник функціонального стану центральної нервової системи під час тренування і в період відновлення», «Відновлення функціонального стану центральної нервової системи у спортсменів після тренувальних занять», «Динаміка нервових процесів у підлітків, що тренуються з художньої гімнастики», «Оцінка функціонального стану нервової системи у підлітків методом навантаження, що дозуються». Була відкрита галузева лабораторія вікової фізіології спорту.

#### Праці
- Зміна функціональної активності центральної нервової системи у юних спортсменів // Фізіологічний журнал АН УРСР. — Київ, 1971. — № 1. — С. 33 — 37.
- Функциональная адаптация центральной нервной системы при напряженной мышечной деятельности.//Физиологический журнал СССР. — Т. 65. — 1979. — № 12. — С. 1734—1740.
- Особенности мобилизации резервов выносливости у юных спортсменов // Пути мобилизации функциональных резервов спортсмена: сборник научных трудов — Л.: ГДОИФК, 1984. — С. 55 — 64.
- Визначення резервних можливостей серцево-судинної дихальної і центральної нервової систем у спортсменів під час гранично напруженої м'язової роботи // Фізичне виховання дітей і молоді: збірник наукових праць. — Вип. 11. — Київ: Здоров'я, 1986. — С. 25 — 29.
- Адаптация детей 7 — 10 лет к физическим нагрузкам по замкнутому циклу.// Реабилитация детей (медицинская и социальная) с заболеваниями нервной системы. — Одесса, 1995. — С. 66 — 67.
- О взаимодействиях состояния экологии и здоровья.// Вопросы экологии, здорового образа жизни и профилактики заболеваний. — Одесса, 1995. — С. 12 — 13.

## Нагороди
- Медаль «За трудову доблесть».
- Почесне звання «Заслужений працівник вищої школи УРСР».
- Медаль А. С. Макаренка.
- Знак «Відмінник народної освіти УРСР».

## Родина
Батько: Микола Степанович Цонєв (1884—1948) — хімік-органік, професор. Був завідувачем кафедри, деканом факультету Одеського державного університету імені І. І. Мечникова.// https://web.archive.org/web/20190115234628/http://liber.onu.edu.ua/pdf/vipuskniki_onu_vip_2.pdf
Дочка: Олександра Іванівна Самойленко (нар. 1953) — музикознавець, доктор мистецтвознавства, професор, проректор з наукової роботи Одеської національної музичної академії імені А. В. Нежданової.